# سيارة أجرة

سيارة أجرة في الإسكندرية

سَيّارة أُجرة أو تاكسي أو التَّكْسِيّ هي وسيلة مواصلات عامة لنقل فرد أو مجموعة صغيرة من الأفراد.
يستأجر الراكب التكسي لإيصاله إلى مقصد محدد يختاره الراكب. علي خلاف الحال في وسائل النقل الأخرى -كالحافلات- حيث يلتزم راكب الحافلة بخط سير معين ومنه يترجل الراكب عند أَقرب نقطة إلى مقصده.
ترجع أصل تسمية التكسي (بالإنجليزية: TAXI)‏ إلى اللفظة اللاتينية TAXA، وهي تعني الرُّسوم أو الضرائِب. واستخدمت هذه الكلمة للتعبير عن الأجرة المحصلة عند استخدام هذه السيارة. في اللهجة العامية قد تجمع كلمة تكسي هكذا: «تكسيات» أو «تٌكّوسَه» أو «تكسيات»، وقد تختصر الكلمة فقط إلى «تاكس».

## ترخيص التكسي

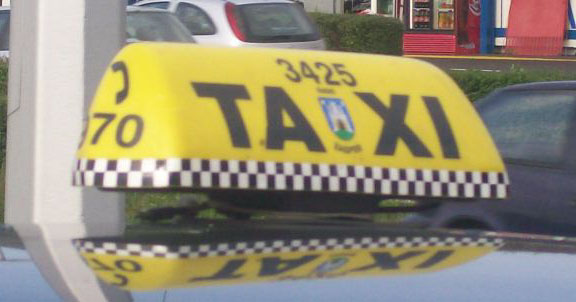
اللافتة الصفراء المضيئة أعلي التكسي تعطي مدلولاً أذا ماكان التكسي يقل أحد الركاب بالفعل

كسائر وسائل النقل العامة، يتم ترخيص التكسي بأدرة المرور كمركبة اجرة، ويعلق التكسي لوحات معدنية من الفئة «أجرة»، وقد تلزم الجهات المرورية سائق التكسي بتعليق رقم التكسي في مكان ظاهر داخل صالون السيارة حتي يكون ظاهراً للركاب أثناء أستقلالهم التكسي كإجراء أمني. غالباً ما يكون السيارة التكسي ملون بلون (أو منقوش بلونين مختلفين) من تحديد إدارة المرور بغرض تمييزه عن السيارت الخصوصية، وأيضاً قد يتوجب تثبيت لوحة صفراء مضيئة فوق سقف السيارة تظهر كلمة «تكسي» أو كلمة «للأجرة» وذلك تسهيلاً علي الجمهور تمييز سيارات التكسي في زحام الطرقات.
في بعض الدول الآجنبية قد لا يلتزم التكسي بلون معين للسيارة، ويكتفي بتثبيت اللوحات المضيئة أعلي سقف السيارة.

### التكسي في مصر
تلزم جهات المرور المختصة في مصر السيارات الاجرة بالوان معنية (تتنوع بأختلاف المنطقة المرورية)
| المحافظة       | اللون     | النمط |
| -------------- | --------- | ----- |
| القاهرة الكبري | أسود/أبيض | █     |
| الأسكندرية     | أصفر/أسود | █     |
| الآسماعيلية    | أصفر/أبيض | █     |
| بورسعيد        | أبيض/أزرق | █     |
| المنوفية       | أخضر/أصفر | █     |
| الشرقية        | أحمر/أبيض | █     |
| أسيوط          | أبيض/أسود | █     |

### التكسي في سورية والجزائر

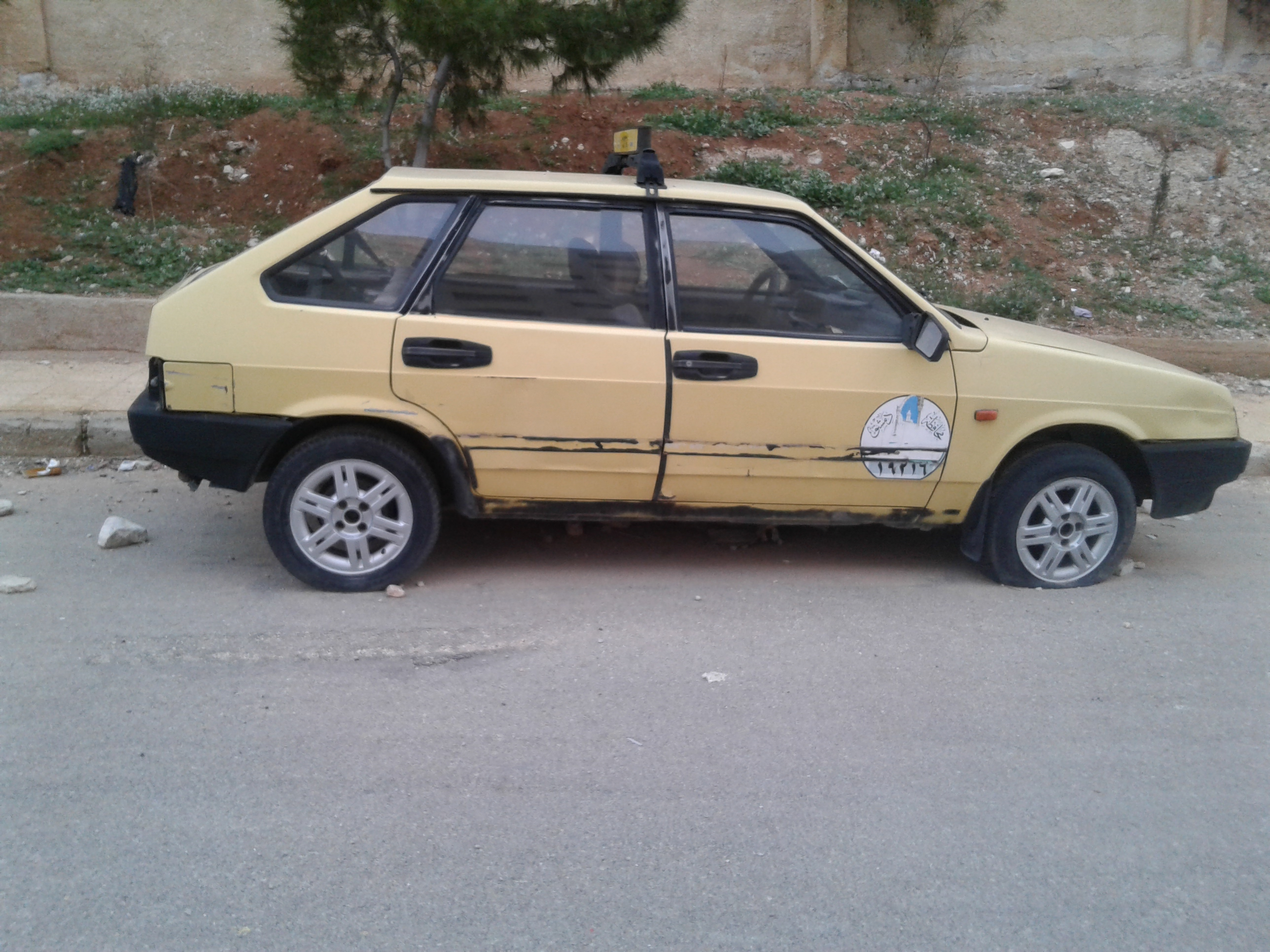
سيّارة أُجرة مركونة في دمشق.

سيارات التكسي في سورية لونها أصفر كما هو الحال في معظم دول العالم، وهي تحمل شعار مُزدوج من كلمتين على أعلاها في لوحة مُضيئة؛ على اليمين «أُجرة» وعلى اليسار «Taxi» وبينهما رقم ترخيص عملها كسيّارة أُجرة، بالإضافة إلى ملصق إلى كل من جانبيها على البابين الأماميين يحمل شعار المدينة التي تعمل فيها التكسي. وفي بعض المدن السورية يكون على سطح سيارة التكسي ضوء أحمر وأخضر ليشير إلى الراكب في الشارع أن التكسي مؤجر أم فارغ، ولكن لا يتم استخدام هذه الميزة في معظم الأحيان. كل سيارات التكسي في تقريباً تحمل عداداً يشير إلى التعرفة التي قامت الحكومة بالسماح لسائقي التكسي بتحصيلها. ولكن لا يتم التقييد بالعداد إلا في المدن الكبرى.

## العثور على تكسي
يمكنك استئجار تكسي أذ صادفت واحد في الشارع بمجرد التلويح بيدك للسائق. عادة ما يحوم سائق التكسي هائماً في الطرقات دون مقصد محدد مترقباً الزبائن.في الجانب الأخر بعض سيارات التكسي (المملوكة للشركات التكسي الهاتفي phone-taxi) يتحرك فقط بناء علي أتصال أحد الركاب تليفونياً طالباً تكسي محدداً الزمان والمكان ووجه السير. يمكنك أيضاً استقلال تكسي من السيارات المنتظرة في موقف التكسي، بالرغم من عدم شيوع مواقف التكسي ألا أنها قد توجد في بعض احياء الأعمال المذدحمة.
قد تعني لافتة «تكسي» الصفراء أن التكسي متاح للأيجار أذا كانت مضيئة. أما أذا كانت معتمة فهذا يعني أن التكسي يقل أحد الركاب بالفعل، ولا جدوي من الإشارة له بالتوقف. في المدن المذدحمة قد يقل التكسي راكب أضافي من الطريق أذا كان يقصد نفس الوجهة المنشودة بالراكب الاصلي، وتسمي هذة الحالة بالـ «توصيلة المشتركة» shared ride. يدفع كلا الراكبين نصف أجرة (أو أجرة كاملة منفردة -كالحال بالقاهرة) أو تبعاً للعرف المتفق عليه بالبلد.
من الشائع في مدينة القاهرة أن يرفض سائق التكسي أقلال الركاب إذا كانو يقصدون وجهة تعاني من أذدحام مروري، أو أذا كان مقصدهم الي أحياء لا يألفها السائق. بالرغم من مخالفة ذلك لقوانين المرور، فيتوجب علي السائق قبول أي راكب يستوقفه وأقلاله الي مكان مقصده مادام كان داخل حدود المنطقة المرورية.

## التعريفة والبونديرة
تحدد أجرة التكسي بواسطة جهاز عداد حساب الاجرة المثبت بالتكسي fare-meter، يكون عداد التكسي مبرمجاً لحساب الاجرة أساساً بناء علي المسافة المقطوعة بالكيلومتر، بالاخذ في الحسبان الوقت المستخدم في الرحلة حتي أثناء توقف السيارة (كالتوقف في أشارات المرور مثلاً). يبداً العداد بحد أدني من الاجرة minimum charge يسمي البونديرة. وهي اقل مبلغ يتم تحصيله بغض النظر عن مسافة أو وقت الرحلة. قد تشمل البونديره عدد صغير من الكيلومترات المجانية يتم زيادة الاجرة تدريجياً عند أجتيازها. وفي بعض البلدان قد لا تشمل البونديرة أي كيلومترات مجانية بل هي تعتبر كرسوم لاستخدام التكسي يضاف عليها ثمن الكيلومترات المقطوعة. البونديرة في تكسي القاهرة هي جنيهان ونصف شاملة 2كيلومتر من السفر المتواصل.

## التكسي في السنيما المصرية
تشكل شخصية سائق التكسي مكانة مميزة في الثقافة المصرية، ولم تغفل السنيما المصرية عن توظيف هذا الدور في الدراما السنيمائية. من أبرز هذه الأعمال فيلم ليلة ساخنة بطولة نور الشريف الذي يقوم بدور سائق تكسي. وفيلم ألف مبروك بطولة أحمد حلمي الذي تجمعه صداقة عابرة بسائق تكسي يستقله يومياً.